# Therion tarsatum
Therion tarsatum är en stekelart som först beskrevs av Shestakov 1923.  Therion tarsatum ingår i släktet Therion, och familjen brokparasitsteklar. Inga underarter finns listade.